# バターリャ
バターリャ（ポルトガル語: Batalha [bɐˈtaʎɐ] ( 音声ファイル)）は、レイリア県にある地方自治体。中心市街地には、7,500人ほど、そのほかの行政区を含めて、15,000人が居住している。
北と西をレイリア県の県都であるレイリアと接し、南東部では、サンタレン県のアルカネナ、南西部は、ポルト・ド・モスと接する。
バターリャの歴史は、ジョアン1世が1385年8月14日にアルジュバロータの戦いでカスティーリャ王国軍を破ったことを祝して聖母マリアに捧げるとして建設したバターリャ修道院とともに始まった。バターリャとは、ポルトガル語で「戦い」を意味する。
バターリャ修道院は、100年以上かけて建設され、指揮をとった建築家は15名にのぼるゴシック様式の建造物で、中にある「王の回廊」とよばれる回廊はポルトガル独特のマヌエル様式で、きめ細かな装飾が透かし彫りのように彫りぬかれている。高さ32ｍの教会堂はポルトガルで最も古いステンドグラスで飾られている。ユネスコの世界遺産に登録されている。